# Klaas Jol

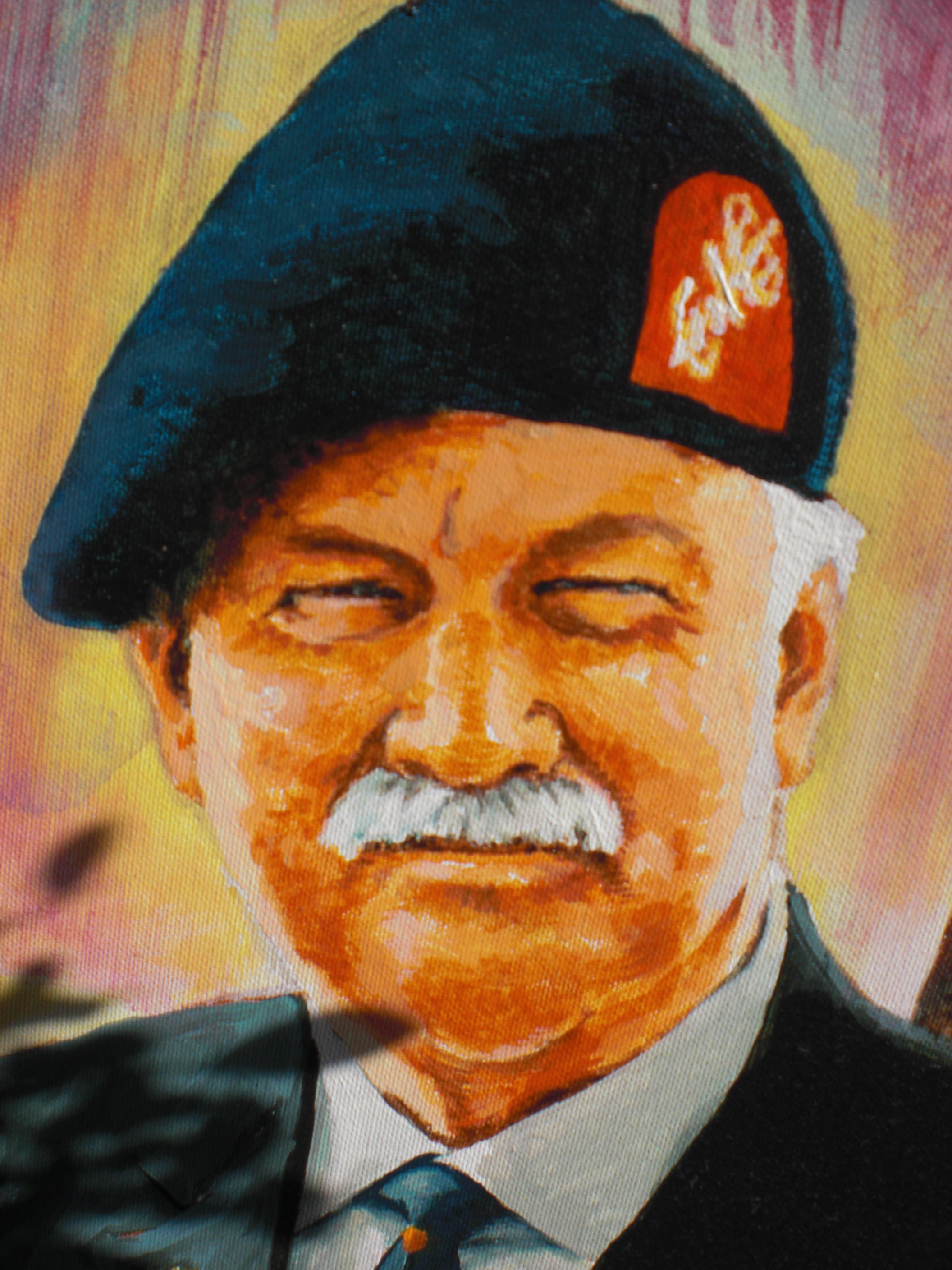
Klaas Jol

Klaas Jol (* 29. Mai 1942 in Den Haag, Niederlande, gestorben 11. Mai 2022 in Den Haag) war ein Marineoffizier. Er wurde im Jahre 1978 bei einem Training in Norwegen durch einen Skistock von einem seiner Soldaten aufgespießt. Durch diesen Unfall wurde Jol weltberühmt.

## Jugend
Klaas Jol ist das zweite von 6 Kindern des Fischers Maarten Cornelis Jol und seiner Ehegattin Jannetje Mazereeuw aus Urk. Er ist der ältere Bruder der beiden Fußballtrainer Cornelis und Martin Jol. Die Familie ist streng protestantisch geprägt, mit sonntäglichem Kirchgang und Sonntagsschule.

## Karriere

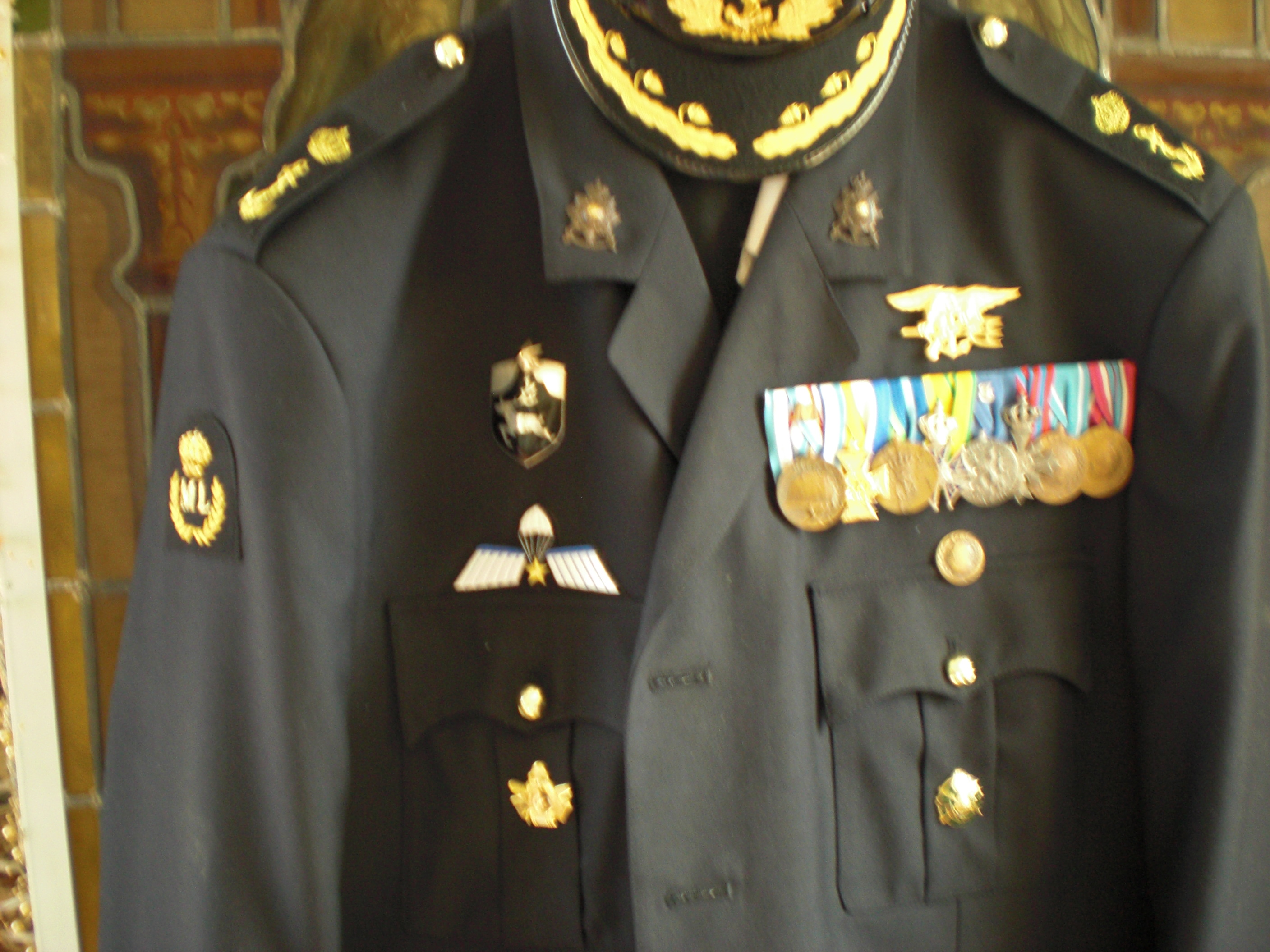
Klaas Jol in dekorierter Uniformjacke

Jol wuchs in Scheveningen auf und besuchte von seinem 12. bis zu seinem 18. Lebensjahr die Höhere Bürgerschule Zandvliet in Den Haag. Am 6. September 1960 ging er zum Militär, um seine Wehrpflicht abzuleisten. Er wählte eine militärische akademische Ausbildung. Er wollte zur niederländischen Elitetruppe, um sich zum Offizier ausbilden zu lassen. Er besuchte das Königliche Institut für Marine in Den Helder. Die Ausbildung dauerte drei Jahre.
Während seiner Zeit in diesem Institut entwickelte er sich zu einem der besten Allroundsportler und zu einem der vielseitigsten Offiziere in allen Bereichen. Im Jahre 1962 wurde er zum besten Seekadetten seines Jahres gewählt.
Bis zu dem Unfall verlief seine Karriere glänzend. Im Jahre 1965 wurde er Oberleutnant, im Jahre 1968 Hauptmann, im Jahre 1975 Major und im Jahre 1982 Oberstleutnant.
Er absolvierte auch viele Sonderausbildungen, wie Sportausbilder, Kommando (grünes Barett), Froschmann, Navy Seal UDT – Ausbilder in den Vereinigten Staaten, Para-Kommando, Mountain Leader und MAW Coach für die UK/NL Landing Force in Norwegen. Er wurde 1966 militärischer Boxmeister Schwergewicht der Niederlande.
Im Jahre 1975 starb seine Ehegattin im Alter von 30 Jahren und er blieb mit seinem dreijährigen Sohn zurück. Einige Monate später wurde er vom Verteidigungsministerium nach dem Kriegsgebiet in Israel und Südlibanon geschickt. Nach 612 Tagen kam er wieder in seine Heimat zurück.

## Unfall und rechtliche Nachwirkungen
Am 14. Dezember 1978 war Jol im norwegischen Hochgebirge zum Ski-Training (Kaltwettertraining). Dabei wurde Jol im dichten Nebel durch einen Skistock schwer verletzt. Bei dichtem Nebel und heftigem Schneetreiben wurde er auf einem steilen Abhang von einem seiner gestürzten Soldaten aufgespießt. Ein Skistock eines seiner Männer drang mit hoher Geschwindigkeit in den Anus ein und trat in seinem linken Lungenflügel wieder aus. Jol wurde in Norwegen (Bergen) von einem Team von Chirurgen stundenlang operiert. Der Stock wurde in 18 Teilen aus dem Körper entfernt. Ende Dezember 1978 kehrte Jol wieder heim in die Niederlande. Am 14. Januar 1979 kam er mit einem doppelten Stoma nach Hause in Scheveningen.
Der schwerverletzte Marineoffizier war noch am Leben und wurde nach vielen Stunden im Schnee mit einem Hubschrauber ins Krankenhaus befördert. Dort kämpfte ein Team von Chirurgen stundenlang um sein Leben. Er überlebte den Unfall, obwohl Prostata, Därme, Leber, Herz und linker Lungenflügel schwer beschädigt waren. Er bekam ein Stoma, und am 29. Dezember 1978 kam Jol in seine Heimat zurück. Er wurde in das militärische Hospital in Overveen gebracht. Am 14. Januar 1979 kam er mit einem doppelten Stoma nach Hause und wurde wieder mit seiner Familie in Scheveningen vereinigt.
Ende Februar 1979 ging er wieder zurück in das Krankenhaus in Overveen. Dort mussten die beiden Stomata wieder in den Körper zurückgelegt werden. Bei dieser einfachen Operation wurden grobe Fehler gemacht. Ein Chirurg vergaß unter Einfluss von Alkohol, die richtigen Vorkehrungsmaßnahmen zu treffen. Jol bekam einen Platzbauch und geriet wieder in einen lebensbedrohenden Zustand. Er wurde sofort in die Universitätsklinik in Leiden eingeliefert. Hier rettete ein Professor sein Leben. Der Professor empfahl dem Offizier, aufzuhören zu arbeiten. Jol ließ sich jedoch überreden, die Arbeit wieder halbtags anzufangen.
Seit dieser Zeit hat Klaas Jol als Oberst „Sateh“ (ein asiatisches Fleischgericht an einem Spieß) diesen Spitznamen. Zwischen  1979 und 1985 hatte Jol verschiedene Stellen als Stabsoffizier in Den Haag. In der Zwischenzeit hatte er auch angefangen, Bücher zu schreiben. Nach 25 Jahren kämpft der Marineoffizier immer noch für einen Teil des Verletzungsschadenersatzes von dem Verteidigungsministerium. Im Jahre 1985 wurde er für 50 % statt 100 % dienstuntauglich erklärt. Diese Entscheidung hatte für ihn weitreichende Konsequenzen für die nächsten 30 Jahre. Im Jahre 1989 erfolgte eine Nachmusterung.
Klaas Jol hatte nie einen Schadenersatz vom Verteidigungsministerium empfangen. Bis jetzt (Oktober 2015), nach vielen Gerichtssitzungen hat er immer noch keinen Erfolg. Auch heute kämpft er noch für eine Genugtuung.

## Schriftsteller
Nach seiner Karriere bei der Marine verlegte Klaas Jol sich auf das Schreiben von Büchern. Er schrieb seit den 90er Jahren fünf Bücher. Das neueste Buch von seiner Hand erscheint im Sommer 2016.

## Auszeichnungen
- 1961 TMPT Sports
- 1963 KLO Sports
- 1975 MNSF 1975.
- 1976–1977  Medal United Nations Disarmament of Forces

Golan
- 1976–1978  Medal United Nations Expeditionary Forces

Mittlerer Osten
- 1978 Medal United Nations Israeli Lebanese Mixed Armistice Committee South Lebanon
- 1985 Medal of 25 Years Officer of the Dutch Marines
- 1985 Medal of Honour

## Werke
- Werken van Maarten Corneliszoon. Den Haag 1985, ISBN 85-8001-881-1.
- Dromen gleden voorbij. Den Haag 1989, ISBN 85-8001-881-1.
- Suriname in de branding. Den Haag 1990, ISBN 90-800188-1-3.

| Personendaten    | Personendaten                   |
| ---------------- | ------------------------------- |
| NAME             | Jol, Klaas                      |
| KURZBESCHREIBUNG | niederländischer Marineoffizier |
| GEBURTSDATUM     | 29. Mai 1942                    |
| GEBURTSORT       | Den Haag                        |